# Cerveiretas
Cerveiretas (en francès Serverette) és un municipi francès situat al departament del Losera i a la regió d'Occitània.